# Macrosiphum violae
Macrosiphum violae är en insektsart som beskrevs av Jensen 2000. Macrosiphum violae ingår i släktet Macrosiphum och familjen långrörsbladlöss. Inga underarter finns listade i Catalogue of Life.